# Izzy G.
Izzy G., född 5 augusti 2008 i Los Angeles, är en amerikansk skådespelare.
Izzy G. har bland annat medverkat i TV-serierna Under the Bridge, B Positive och AJ and the Queen.

## Filmografi (i urval)
- 2020 – AJ and the Queen (TV-serie)
- 2020–2022 – B Positive (TV-serie)
- 2024 – Under the Bridge (TV-serie)